# Helogenes uruyensis
Helogenes uruyensis är en fiskart som beskrevs av Fernández-yépez, 1967. Helogenes uruyensis ingår i släktet Helogenes och familjen Cetopsidae. Inga underarter finns listade i Catalogue of Life.